# Déclin des populations d'insectes

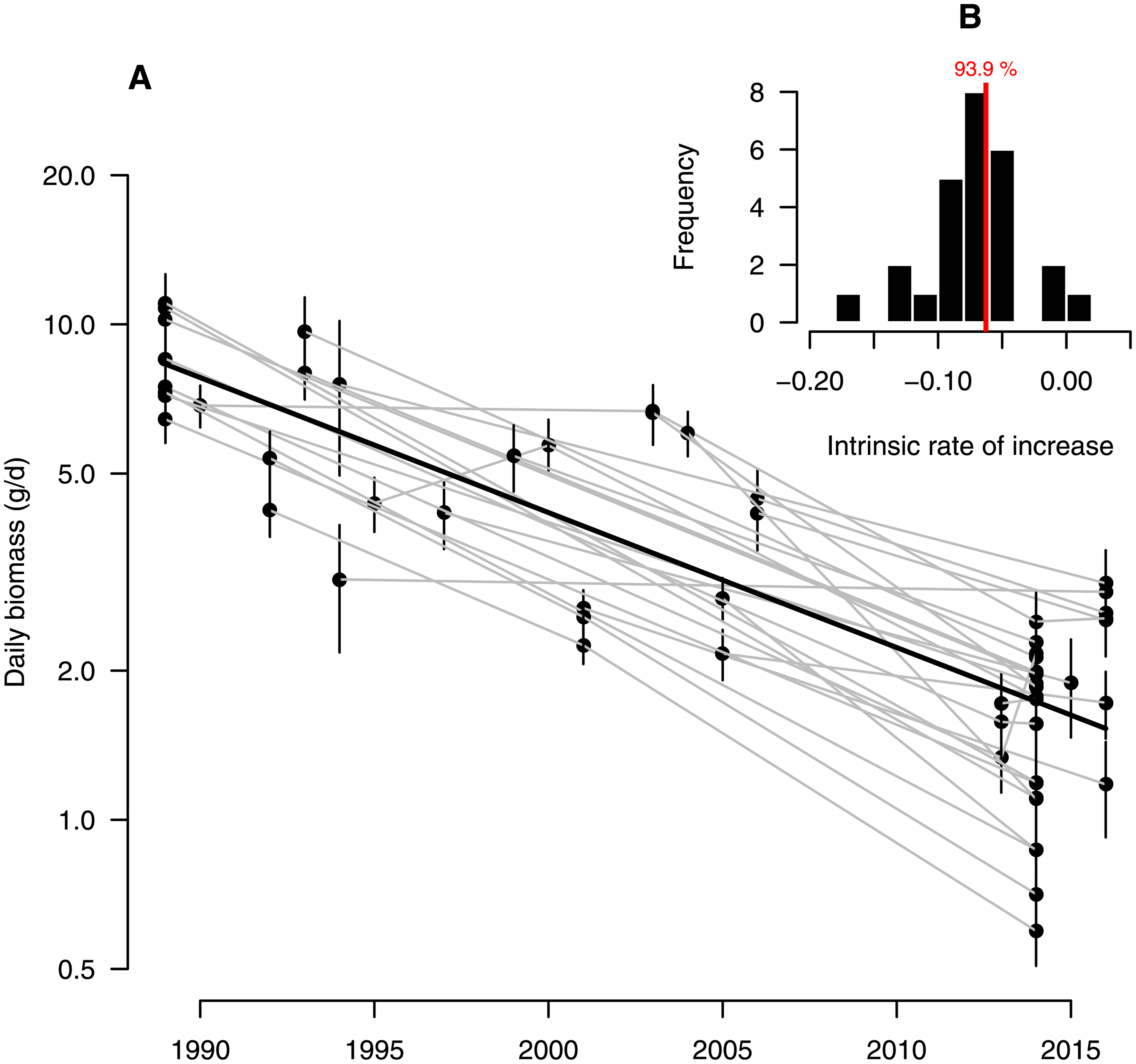
Baisse annuelle de 5,2 % de la biomasse d'insectes volants trouvée dans les réserves naturelles en Allemagne, soit environ 75 % de perte en 26 ans.

L'existence d'un déclin des populations d'insectes, de manière significative, est confirmée par plusieurs études. Il peut s'agir de disparition d'espèces ou de réduction d'une population, qui ne sont pas uniformes. Dans certaines localités, la population globale d'insectes augmente, et certains types d'insectes semblent augmenter en abondance à travers le monde.
Parmi les insectes plus touchés, on compte les abeilles, les papillons, les mites, les coléoptères, les libellules et les demoiselles. Il existe des preuves anecdotiques d'un plus grand nombre apparent au XXe siècle qu'au XXIe siècle, comme en témoigne, par exemple, l'effet pare-brise.
Ce déclin peut s'expliquer par  la destruction des habitats, notamment par l'agriculture intensive, l'utilisation de pesticides (en particulier d'insecticides), l'urbanisation et l'industrialisation, les espèces envahissantes et le réchauffement climatique. Cependant, la manière dont sont affectés les insectes dépend de leur ordre, les recherches sont limitées chez de nombreux groupes, et les données sur les décennies précédentes sont souvent indisponibles, alors qu'elles auraient pu donner des indications, à titre comparatif.
En réaction aux déclins signalés sont lancées des mesures de conservation. Ainsi, en 2018, le gouvernement allemand lance un « Programme d'action pour la protection des insectes », et, en 2019, un groupe de vingt-sept entomologistes et écologistes britanniques écrit une lettre ouverte appelant l'établissement de recherche au Royaume-Uni « pour permettre une enquête intensive sur la menace réelle de perturbation écologique causée par le déclin des insectes sans délai. »

## Histoire

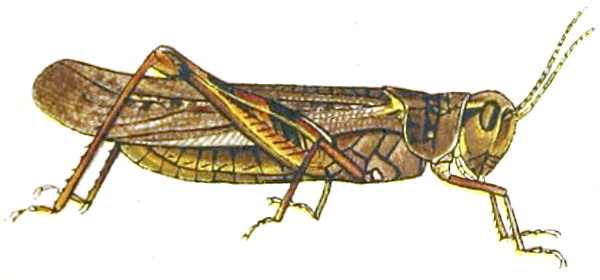
Une illustration de 1902 d'un criquet des montagnes rocheuses. Jusqu'en 1875, ces insectes sont observés dans des essaims estimés à plus de 10 000 milliards d'individus. Peu de temps après, leur population décline rapidement, la dernière observation étant enregistrée en 1902. En 2014, cette espèce est officiellement déclarée éteinte.

Les archives fossiles d'insectes remontent à des centaines de millions d'années. On peut en déduire qu'apparitions et extinctions d'espèces s'opèrent. De manière occasionnelle, ces données semblent aussi montrer des extinctions massives d'insectes, sans doute causées par des phénomènes naturels tels que l'activité volcanique ou l'impact de météores. L'événement d'extinction Permien-Trias voit le plus grand niveau d'extinction d'insectes, et le Crétacé-Paléogène le deuxième plus élevé. La diversité des insectes se rétablit après des extinctions massives, en raison de périodes pendant lesquelles de nouvelles espèces apparaissent avec une fréquence accrue, bien que le rétablissement puisse prendre des millions d'années.
La crainte d'une extinction de l'Holocène provoquée par l'être humain se développe depuis la fin du XXe siècle, bien que les insectes ne soient pas les premiers objets de cette crainte. Dans un rapport sur les invertébrés dans le monde, la Société zoologique de Londres déclare en 2012 que les populations d'insectes sont en déclin mondial, affectant la pollinisation et les approvisionnements alimentaires pour d'autres animaux,,,. D'après son estimation, près de vingt pour cent de toutes les espèces invertébrées sont menacées d'extinction, les espèces moins mobiles et moins nombreuses étant plus menacées.
Si une étude suit le déclin des insectes de 1840 à 2013, avec des résultats disponibles pendant plusieurs décennies, c'est la réédition, qui date de 2017, d'une étude menée dans les réserves naturelles d'Allemagne qui permet à cette question d'être abordée dans les médias. Ainsi, ce déclin est abordé dans les journaux par des titres alarmants, notamment "Insect Apocalypse". L'écologiste Dave Goulson déclare au Guardian en 2017 : « Il semble que nous soyons en train de rendre de vastes étendues de terre inhospitalières pour la plupart des formes de vie, et que nous soyons en train de nous diriger vers un Armageddon écologique ». D'après plusieurs études, on constate le plus souvent que des facteurs tels que l'abondance, la biomasse et la richesse des espèces diminuent pour certains, mais pas pour tous les endroits ; seules certaines espèces sont en déclin. Les principales espèces étudiées sont des papillons, des abeilles, des scarabées, des libellules et des papillons de nuit. Chaque espèce est affectée de différentes façons par les changements dans l'environnement, et on ne peut pas en déduire une diminution constante de différents groupes d'insectes. Quand les conditions changent, l'adaptation au changement est plus ou moins bonne selon l'espèce.
En mars 2019, l'Entomological Society of America déclare que les données sont insuffisantes pour prédire une extinction massive d'insectes imminente et que certaines des prédictions extrapolées auraient pu « s'étendre bien au-delà des limites des données ou avoir été autrement exagérées ». Pour certains groupes d'insectes comme certains papillons, abeilles et scarabées, des diminutions en abondance et en diversité sont documentées dans des études européennes. D'autres zones montrent des augmentations chez certaines espèces d'insectes, bien que les tendances dans la plupart des régions soient inconnues au 21e siècle. Il est difficile d'évaluer les tendances à long terme dans l'abondance ou la diversité des insectes, dans la mesure où les mesures historiques ne sont souvent pas connues pour de nombreuses espèces. Des données fiables pour évaluer les zones ou espèces à risque manquent dans les régions arctiques et tropicales et beaucoup de celles de l'hémisphère sud.

## Causes et conséquences

### Causes hypothétiques
Ce déclin est attribué à la destruction de l'habitat causée par l'agriculture intensive et l'urbanisation, l'utilisation de pesticides, les espèces envahissantes, le réchauffement climatique, l'eutrophisation des engrais, la pollution et l'éclairage artificiel,.
L'utilisation croissante d'insecticides et d'herbicides dans les cultures affecte non seulement les espèces d'insectes non ciblées, mais aussi les plantes dont elles se nourrissent. Le réchauffement climatique et l'introduction d'espèces exotiques en concurrence avec les indigènes mettent ces dernières sous stress : elles sont donc plus susceptibles de succomber aux parasites et aux pathogènes. La croissance des plantes est plus rapide en présence de CO2, mais la biomasse végétale qui en résulte contient moins de nutriments. Bien que certaines espèces comme les mouches et les cafards pourraient augmenter en conséquence, on estime que la biomasse totale des insectes diminue de 0,9 à 2,5 % par an.
Le déclin des insectes est aussi notable dans les forêts loin de l'influence humaine. Une étude allemande a montré une diminution de 60 % des espèces d'insectes mais une augmentation pour certains, surtout des herbivores. Les espèces en déclin sont principalement des prédateurs et des insectes décomposeurs de végétaux morts. Le déclin est plus fort dans les forêts exploitées intensivement et les forêts d'espèces non endémiques même si on observe quand même un déclin dans les forêts d'arbres indigènes et non exploitées. Les raisons de ce déclin dans les forêts étudiées ne sont pas connues.

### Effets
La diminution de la population d'insectes affecte les écosystèmes et les autres populations animales, dont humaines. Les insectes sont « le fondement structurel et fonctionnel de nombreux écosystèmes du monde ». Selon une critique globale datant de 2019, la diminution, si elle n'est pas atténuée par une action décisive, aura un impact catastrophique sur les écosystèmes de la planète. Les oiseaux et les plus grands mammifères insectivores peuvent être directement affectés par cette baisse, qui peut réduire les services écosystémiques fournis par des insectes bénéfiques, comme la pollinisation des cultures agricoles et l'élimination des déchets biologiques. Selon la London Zoological Society, outre une telle perte de valeur instrumentale, ce déclin représente une perte de la valeur intrinsèque de l'espèce qui décline.

## Preuves

### Métriques
Le déclin de population d'insectes se mesure au moyen de trois métriques : 
- L'abondance : mesure du nombre d'insectes, par individu. Selon le contexte, l'abondance peut désigner le nombre d'insectes dans un assemblage particulier, dans une zone géographique, ou la somme totale des insectes au niveau mondial (indépendamment de l'espèce)
- La biomasse : masse totale des insectes (indépendamment de l'espèce).
- La biodiversité : nombre d'espèces d'insectes existantes. Selon le contexte, une réduction de la biodiversité peut signifier que certaines espèces d'insectes ont disparu localement ou à l'échelle mondiale.

Les métriques employées varient selon l'étude. Les données sur la biodiversité sont plus rares que celles sur les deux autres métriques. Ainsi, les estimations sur la perte de diversité au niveau planétaire tendent à impliquer l'extrapolation des données d'abondance ou de biomasse. De plus, l'extirpation locale est plus facile à constater qu'une disparition mondiale. Dans une revue de 2019, l'entomologiste David Wagner note  que l'extinction de l'Holocène est actuellement en train de voir la perte d'espèces animales environ 100 à 1 000 fois le taux de fond normal de la planète, et que plusieurs études ont trouvé un taux d'extinction similaire, voire plus rapide dans le cas des insectes. Wagner pense que malgré la gravité de la perte de biodiversité, c'est la perte d'abondance qui peut avoir les pires conséquences écologiques.

#### Rapport entre les métriques de déclin
En théorie, les trois métriques peuvent être indépendantes. Dans la pratique, cependant, l'abondance et la biomasse tendent à être étroitement liés, montrant un niveau semblable de diminution. Le changement dans la biodiversité est souvent proportionnel aux deux autres métriques.

### Rothamsted Insect Survey, au Royaume-Uni: insectes piégés
En 1964, le Rothamsted Insect Survey à Rothamsted Research, à Harpenden, en Angleterre, commence à surveiller les pièges d'aspiration d'insectes à travers le Royaume-Uni. Selon ce groupe, ils produisent « les données à long terme standardisées les plus complètes sur les insectes dans le monde ». Parmi les pièges, on compte « Hoovers qui fonctionne efficacement 24/7 », selon James Bell, le leader de l'enquête, dans une interview en 2017 accordée au magazine Science. Entre 1970 et 2002, la biomasse d'insectes piégée diminua de plus des deux tiers dans le sud de l'Écosse, bien qu'elle soit restée stable en Angleterre. Les scientifiques spéculent que l'abondance des insectes diminue en Angleterre en 1970 (les chiffres en Écosse étaient plus élevés qu'en Angleterre quand l'enquête a commencé), ou que les pucerons et autres parasites y augmentèrent en l'absence des insectes[pas clair], qui sont leurs prédateurs.

### Étude de Dirzo et de ses collègues, en 2014

Différents ordres d'insectes associés à leurs tendances démographiques. Document de r l'Union internationale pour la conservation de la nature, pour les ordres Collembola, Hymenoptera, Lepidoptera, Odonata et Orthoptera.

Une revue de 2014 du scientifique Rodolfo Dirzo et de ses collègues indique : « De tous les insectes avec des tendances démographiques documentées par l'UITA [203 espèces d'insectes en cinq ordres], 33 % sont en baisse, avec une forte variation entre les ordres ». Au Royaume-Uni, « de 30 à 60 % des espèces par ordre ont des gammes décroissantes ». Les insectes pollinisateurs, « nécessaires à 75 % de toutes les cultures alimentaires du monde », semblent « diminuer fortement au niveau mondial tant en abondance qu'en diversité », déclin corrélé à celui des plantes qui dépendent de ces insectes. L'étude porte sur la perte, causée par l'être humain, des vertébrés et des invertébrés. Elle y est nommée « défaunation de l'anthropocène ».

### Studio Krefeld, Allemagne

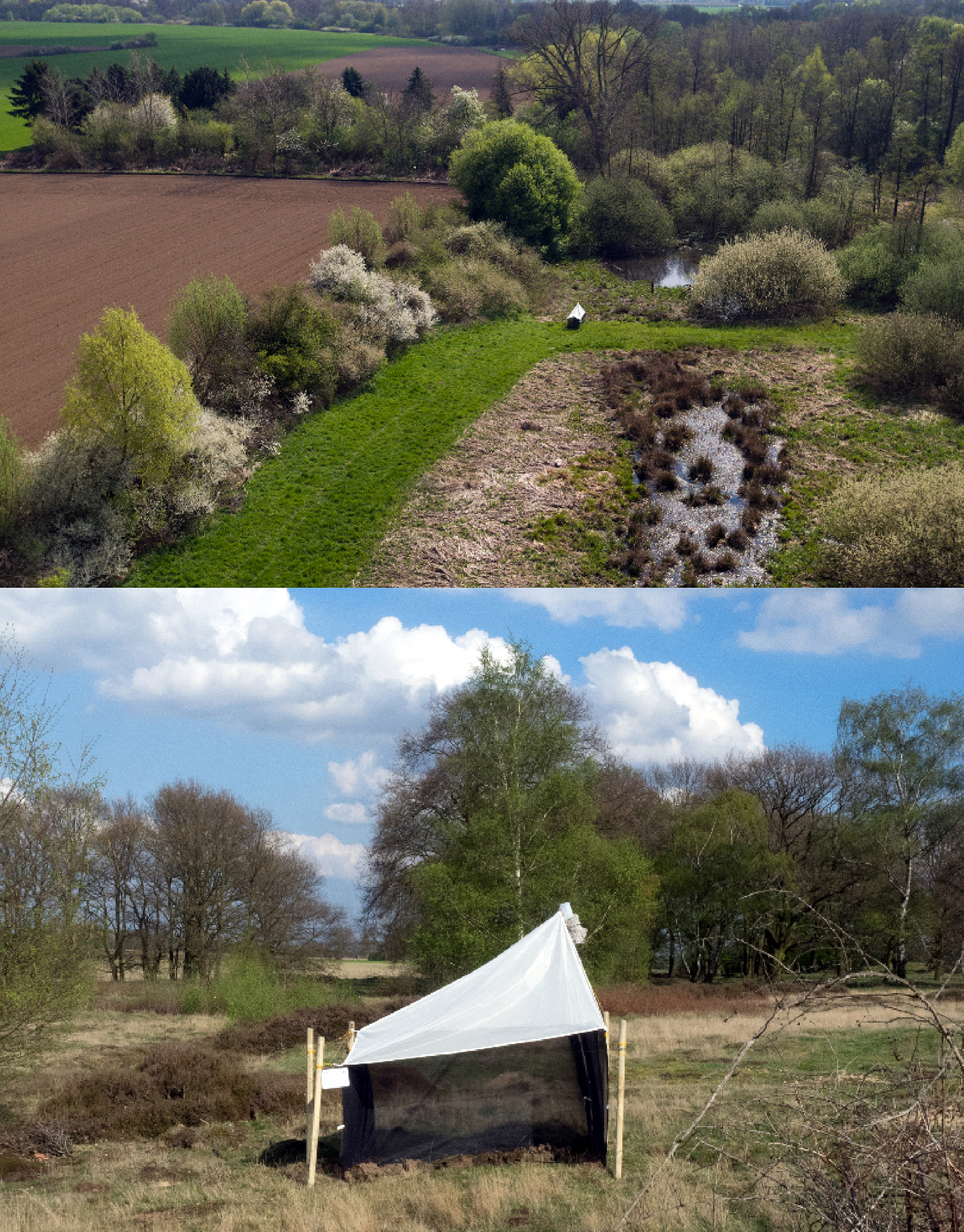
Pièges Malaise dans les réserves naturelles allemandes

En 2013, la Krefeld Entomological Society signale une « réduction massive de la biomasse des insectes » piégée dans des pièges de malaise dans 63 réserves naturelles en Allemagne (57 à Nordrhein-Westfalen, un à Rheinland-Pfalz et un à Brandenburg). Une réanalyse publiée en 2017 révèle une « baisse saisonnière de 76 %, et la baisse à la mi-été de 82 %, dans la biomasse des insectes volants au cours des 27 années d'étude » de 1989 à 2016. La baisse est « indépendamment du type d'habitat ». Les « réchauffements climatiques, l'utilisation de la terre et les caractéristiques de l'habitat » ne permettent pas de l'expliquer. Les auteurs écrivent qu'en plus des papillons et des abeilles sauvages, « la communauté des insectes volants dans son ensemble » est en danger.
Selon The Economist, cette enquête est la « troisième étude scientifique la plus fréquemment citée (toutes catégories confondues) dans les médias en 2017 ». L'entomologiste britannique Simon Leatr déclare espérer que les rapports des médias, après l'étude, d'un « Armageddon écologique » avaient été exagérés ; il fait valoir que le Krefeld et d'autres études devraient être un appel à l'attention, qu'afin de soutenir des études à long terme, plus de fonds sont nécessaires. Les auteurs de l'étude de Krefeld n'ont pas été en mesure de lier le déclin au changement climatique ou aux pesticides, mais l'attribuent à d'une agriculture intensive. Tout en étant d'accord avec leurs conclusions, l'auteur considère que « les données sont basées sur la biomasse et non sur les espèces » et que « les sites n'ont pas été échantillonnés en continu et ne sont pas représentatifs à l'échelle mondiale ». Sur la base de ces études, le gouvernement allemand établit un programme d'action pour la protection des insectes.

### El Yunque National Forest, Porto Rico
En 2018, une étude de la Forêt Nationale El-Yunque à Porto Rico rapporte une baisse des arthropodes et des lézards, grenouilles et oiseaux (espèces insectivores) à partir de mesures en 1976 et 2012. L'entomologiste américain David Wagner qualifie cette étude d'« appel de clairon » et d'« un des articles les plus inquiétants » qu'il avait lu. Les chercheurs signalent « des pertes de biomasse entre 98 % et 78 % pour le fourrage des sols et des arthropodes de la canopée sur une période de 36 ans, avec des pertes annuelles respectives entre 2,7 % et 2,2 % ». La baisse est attribuée à une augmentation de la température moyenne ; les espèces d'insectes tropicaux n'étant pas adaptés à un tel climat. L'auteur principal, Brad Lister, déclare à The Economist que les résultats inquiètent et étonnent les chercheurs : « Nous ne pouvions pas croire les premiers résultats. Je me souviens [dans les années 70] qu'il y avait des papillons partout après la pluie. Le premier jour de retour [en 2012], je n'ai rien vu ».

### Aux Pays-Bas et en Suisse
En 2019, une étude réalisée par Statistics Netherlands et le Vlinderstichting (Dutch Butterfly Conservation) des nombres de papillons aux Pays-Bas de 1890 à 2017 estime que la baisse est de 84 %. Ce déclin est aussi analysé par lieu d'habitat : si la tendance se stabilise dans les pâturages et les forêts, au cours des dernières décennies, la diminution continue dans les landes. Elle est attribuée aux changements agricoles, qui causent une diminution des adventices. La récente hausse dans certaines populations documentées dans l'étude est attribuée à des changements, conservationnistes, dans la gestion des terres et donc une augmentation de l'habitat approprié,. En avril 2019, d'après un rapport de l'Académie suisse des sciences naturelles, 60 % des insectes étudiés en Suisse sont en danger, principalement dans les zones agricoles et aquatiques ; on observe une diminution de 60 % des oiseaux insectivores depuis 1990 dans les zones rurales. Ce rapport évoque l'urgence d'agir pour combattre les causes.

### Étude de Sanchez-Bayo et Wyckhuys de 2019[sourceinsuffisante]

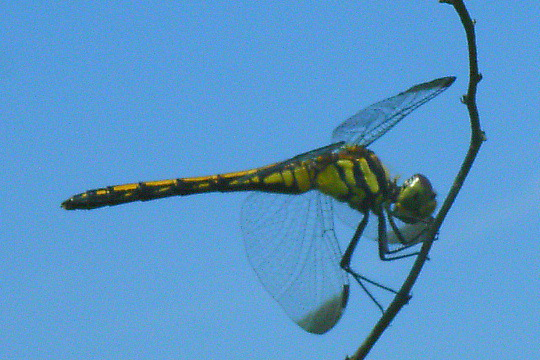
À l'exception des taxons considérés comme bénéfiques, tels que la libellule illustrée, il existe peu de données sur le déclin des populations pour des espèces d'insectes spécifiques.

Une étude de 2019 du scientifique Francisco Sánchez et Kris A. G. Wyckhuys dans le magazine Biological Conservation analyse 73 enquêtes portant sur les insectes, à long terme, qui montrent une diminution, la plupart aux États-Unis et en Europe de l'Ouest. Les auteurs signalent une perte annuelle de 2,5 % de biomasse (malgré des augmentations de population pour des lieux et des espèces donnés). Ils écrivent que la revue « a révélé des taux dramatiques de déclin qui peuvent conduire à l'extinction de 40 % des espèces d'insectes dans le monde au cours des prochaines décennies », conclusion contestée. Ils admettent les limites de l'enquête, notamment parce que les insectes concernés ne relèvent que de certains groupes (papillons, abeilles, libellules et scarabées) ; peu de Diptera (mouches), Orthoptera (sauterelles et grillons), et Hemiptera (pucerons). De plus, les données de calcul sont indisponibles, et celles qui le sont concernent avant tout l'Europe de l'Ouest et l'Amérique du Nord, au détriment des tropiques et de l'hémisphère sud (principal habitat des insectes).
La méthode employée et le vocabulaire expressif de l'étude sont remises en question. Les mots-clés utilisés pour la recherche de bases de données de la littérature scientifique sont [insecte*] et [déclin*] + [sondage], la plupart des études auxquelles ces mots renvoient enregistrent des baisses. Sánchez-Bayo répond que deux tiers des études révisées sont sorties de la recherche de bases de données. David Wagner écrit que beaucoup d'études n'ont montré « aucun changements significatifs dans les nombres d'insectes ou en danger », en dépit d'un biais de dénonciation contre des « trouvailles non significatives ». Selon Wagner, la plus grande erreur des articles est d'assimiler « 40 % des baisses géographiques ou démographiques de petits pays aux densités humaines élevées et environ la moitié ou plus de leur terre dans l'agriculture pour « l'extinction de 40 % des espèces d'insectes du monde dans les décennies à venir ». Il écrit que l'extinction de 40 % équivaudrait à la perte d'environ 2,8 millions d'espèces, alors que moins de cent espèces d'insectes ont disparu. Même si les insectes sont en déclin, écrit-il, la conclusion de l'enquête n'est pas démontrée. D'autres critiques déclarent que les auteurs ont attribué la diminution aux menaces particulières fondées sur des études, même quand elles ne font que proposer des menaces hypothétiques au lieu de les identifier clairement. L'écologiste britannique Georgina Mace convient que cette étude manque d'informations détaillées nécessaires pour évaluer la situation, mais déclare qu'elle pourrait sous-estimer le taux de diminution des insectes dans les tropiques.
En évaluant la méthodologie de l'étude, un éditorial de Global Change Biology indique : « Une révision impartiale de la littérature trouverait encore des baisses, mais les estimations fondées sur cette méthodologie unidirectionnelle ne sont pas crédibles. Komonen et ses collègues considèrent l'étude comme « alarmiste par mauvais goût » en raison d'affirmations non fondées et de questions méthodologiques qui sapèrent la science crédible de la conservation. Ils ont affirmé ce qu'on appelle des extinctions dans l'étude, ce qui représentait la perte d'espèces dans des sites ou des régions spécifiques, et ils ne devraient pas avoir extrapolé comme extinction à plus grande échelle géographique. Ils notèrent aussi que les catégories de la Liste rouge de l'UICN ont été mal utilisées comme insectes sans données sur une tendance à la baisse, ont été classées comme une baisse de 30 % par les auteurs de l'étude. Simmons et ses collègues se préoccupèrent aussi des termes de recherche de cette étude, des biais géographiques, des calculs de taux d'extinction, et l'évaluation inexacte des conducteurs du changement de population déclarant alors qu'il s'agissait révision utile des baisses de population d'insectes en Amérique du Nord et en Europe, ne doit pas être utilisé comme preuve de tendances et menaces globales de population d'insectes.

### Rapport d’évaluation globale sur la biodiversité et les services écosystémiques
La Plateforme intergouvernementale de science-politique sur la biodiversité et les services écosystémiques présente son évaluation de la biodiversité mondiale en 2019 : « les tendances mondiales des populations d'insectes ne sont pas connues, mais les baisses rapides ont été bien documentées dans certains endroits... Des déclins locaux de populations d'insectes, comme les abeilles sauvages et les papillons, ont souvent été signalés, et l'abondance d'insectes a diminué très rapidement dans certains endroits, même sans changement à grande échelle de l'utilisation des terres, mais on ne connaît pas la portée globale de ces chutes... La proportion d'espèces d'insectes menacées d'extinction est une incertitude clé, mais les preuves disponibles soutiennent une estimation provisoire de 10 %».

### Van Klink et ses collègues en 2020
Une méta-analyse de 2020, réalisée par van Klink et ses collègues, publiée dans la revue Science, révèle que dans le monde, les insectes terrestres semblent diminuer en abondance à un taux d'environ 9 % par décennie, alors que l'abondance des insectes d'eau douce semble augmenter de 11 % par décennie. L'étude analyse 166 études à long terme, sur 1676 sites différents à travers le monde. Selon elle, la diminution des populations d'insectes varie selon la localité. Ce fait est considéré comme encourageant pour les auteurs : il prouverait que des facteurs locaux, dont un plus grand effort pour l'environnement, peuvent permettre d'empêcher le déclin. Selon cet article, l'augmentation des insectes d'eau douce peut être en partie due aux efforts visant à nettoyer les lacs et les rivières, et peut également être liée au réchauffement climatique et à la productivité primaire améliorée par des intrants nutritifs plus élevés. Cependant, la sélection des données (biais d'échantillonnage en incluant notamment les études qui mesurent la recolonisation de jachères agricole et de hautes friches par des insectes, ou celles qui analysent les espèces d'insectes invasives ou proliférantes) et la méthodologie de l'article sont critiquées dans quatre e-letters dans Science, un commentaire technique édité dans Science et une opinion publiée dans WBINGOs Water,,.

### Crossley et ses collègues, en 2020
Dans un document publié en 2020 dans la revue Nature Ecology Evolution, qui étudie les insectes et autres arthropodes sur tous les sites de recherche écologique à long terme aux États-Unis, les auteurs ont constatèrent quelques baisses, quelques augmentations, mais peu de pertes consistantes en abondance ou en diversité d'arthropodes. Malgré une variation selon l'emplacement, les nombres d'insectes sont stables. Comme indiqué dans l'article, les auteurs ne sélectionnent pas a priori d'arthropodes taxa, mais testent l'hypothèse que si le déclin de l'arthropode est omniprésent, il sera détecté dans des programmes de surveillance non conçus à l'origine pour rechercher des chutes. Ils concluent que le nombre total d'insectes varie, mais ne montrent souvent aucun changement net. Cependant, la méthodologie de l'article est critiquée dans deux articles de « l'émergence des affaires » dans Nature Ecology Evolution, car elle n'a pas réalisé de changements dans l'emplacement des échantillonnages et des efforts d'échantillonnage dans les sites LTER et par les conséquences des conditions expérimentales, elle comporte des incohérences dans la constitution de la base de données et se fonde sur une analyse statistique inadéquate,.

### Déclin des populations de papillons au Royaume-Uni, en 2023
Une étude de la Butterfly Conservation sur la période 1976-2019 montre une diminution de 6 % de la population de papillons (parmi les plus vulnérables) allant jusqu'à -72 % en abondance et -92 % en distribution pour le Hipparchia semele. L'Azuré du serpolet a quant à lui été réintroduit avec succès après son extinction en 1979. Les augmentations de population se trouvent principalement dans les zones protégées, lesquelles sont de plus en plus rares. En Écosse, les populations de papillons ont augmenté de 37 % en abondance et de 3 % en distribution sur la même période.

### Étude du ministère de l'agriculture autrichien, en 2023
22 experts ont participé à une étude sur les changements dans les populations d'insectes en Autriche au cours des 30 dernières années sur un échantillon d'insectes de 4 285 espèces, soit 11 % des insectes locaux dont des sauterelles, mantes, cigales, punaises, bourdons et papillons.
Le nombre d'espèce et la population totale n'ont que peu varié en 30 ans même si la variabilité annuelle rendent difficile l'analyse des résultats. La diversité des espères a baissé dans les prairies tandis que les criquets d'altitude et les papillons des zones agricoles ont vu leur population augmenter. Les criquets (hors criquets d'altitude), mantes et cigales ont connu une baisse significative de leur biomasse dans le pays.
1/4 des espèces ont disparu. Les espèces disparues étant très spécialisées et/ou adaptées aux climats froids. Celles ci ont été remplacées par des espèces moins spécialisées et plus adaptées aux climats plus chauds.
Les raisons identifiées sont l'utilisation d'insecticides, la pollution lumineuse, la destruction des habitats et l'artificialisation des sols, l'intensification de l'utilisation des sols et le réchauffement climatique.
La population d'insectes se maintient là où les pratiques agricoles traditionnelles sont conservées. Le déclin est notable là où il y a une forte diminution des prairies extensives et des haies. Les prairies cultivées ont montré une hausse significative des espèces de sauterelles mais une forte baisse dans les prairies abandonnées ou fortement exploitées (soumises à 2 fauches par an). Cependant, il est possible de compenser les effets négatifs de la fauche sur les insectes par diverses mesures, telles que la création de "zones de retraite" sur les zones cultivées, fauchages plus tardifs, une distance suffisante entre deux zones de fauche.
Le réchauffement climatique observé (+1°C en 30 ans en Autriche) signifie que les conditions climatiques se sont améliorées pour une proportion importante d'espèces. C'est la raison du nombre stable ou croissant d'espèces trouvées surtout dans le groupe des sauterelles.
Les mesures préconisées sont donc la lutte contre les émissions de gaz à effet de serre, le maintien des paysages agricoles traditionnels, la création de couloirs d'échappement pour que les espèces puissent migrer. L'apport d'engrais a fait disparaitre les insectes spécialisés dans les terrains pauvres en nutriment, il convient donc de limiter l'apport d'engrais dans ces zones. Les structures spéciales hébergeant des insectes spécialisés comme les haies, les arbres isolés, les berges naturelles doivent être préservées le plus possible même si leur gestion est difficile.
Du fait de la méthodologie de l'étude, l'impact des pesticides et de la pollution lumineuse sur les populations d'insectes n'a pu être évalué.
L'artificialisation des sols dû à l'urbanisation croissante est très préjudiciable aux insectes mais il y a des moyens de rendre les zones résidentielles accueillantes pour les insectes.

### Preuves anecdotiques et effet pare-brise

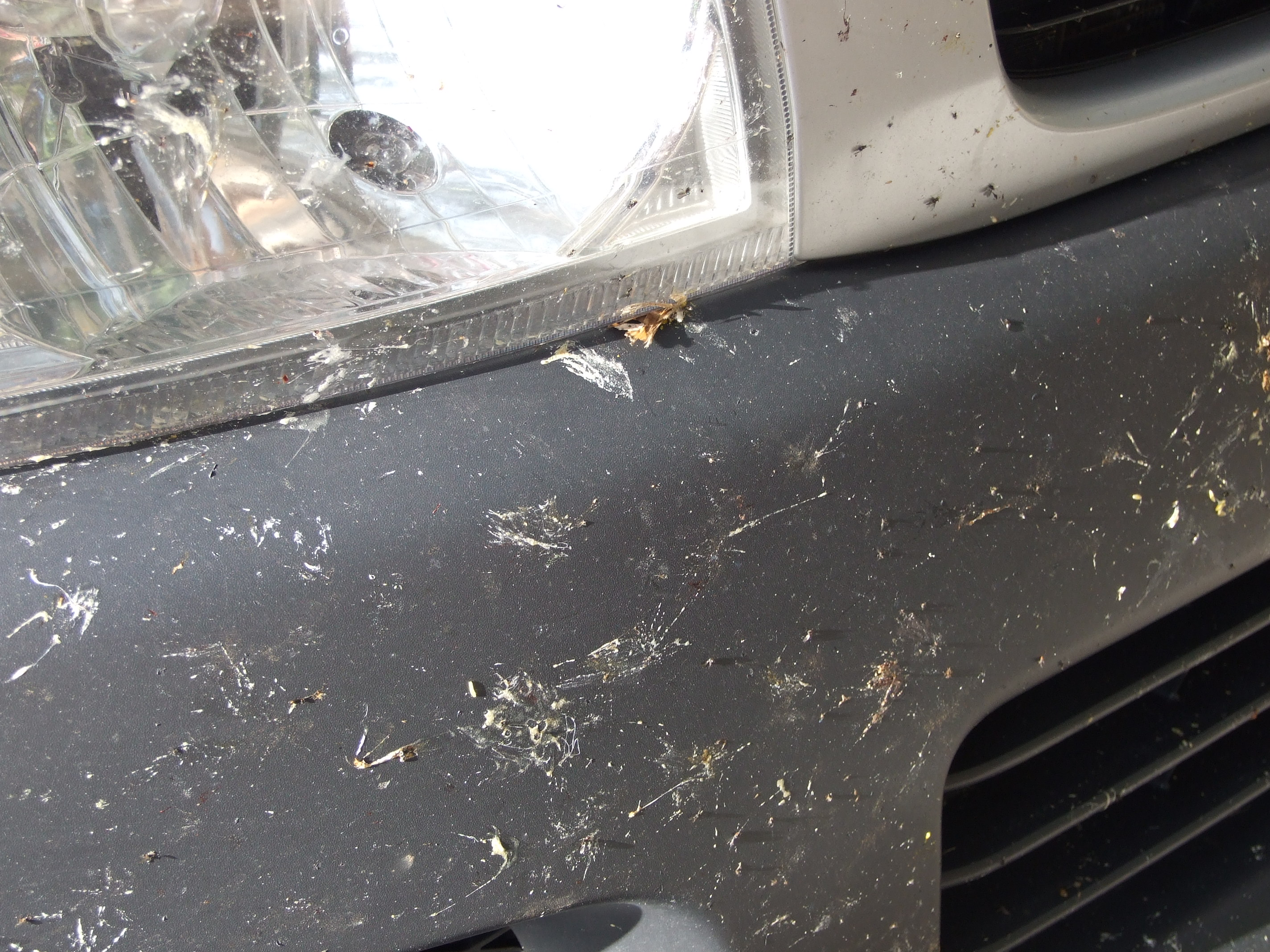
Foyers d'insectes, Nouvelle-Galles du Sud, 2009.

Il existe des preuves anecdotiques qui rapportent une plus grande abondance d'insectes au XXe siècle qu'au XXIe siècle. L'entomologiste Simon Leather rappelle que, dans les années 1970, les fenêtres des maisons du Yorkshire qu'il visitait « étaient plâtrées avec des papillons-tigres » que l'éclairage de la maison attirait pendant la nuit. Les papillons-tigres ont maintenant disparu dans la région. Une autre anecdote est évoquée par l'écologiste Michael McCarthy à propos de la disparition des « tempêtes de neige de papillons », un phénomène assez commun au Royaume-Uni avant les années 1970. Une enquête réalisée en 2019 par Mongabay avec 24 entomologues travaillant sur six continents révèle que sur une échelle de 0 à 10, 10 étant le pire, tous les scientifiques jugent que la gravité du déclin des insectes se situe entre 8 et 10.
L'effet pare-brise (les pare-brise de voitures couverts d'insectes morts après même un court trajet à travers une zone rurale en Europe et en Amérique du Nord, ne le sont plus au XXIe siècle) constitue une preuve anecdotique de la baisse du nombre d'insectes. John Rawlins, chef de la zoologie invertébrée du Musée d'histoire naturelle de Carnegie, spécule en 2006 que les conceptions automobiles les plus aérodynamiques pourraient expliquer le changement. L'entomologiste Martin Sorg a déclaré à Science en 2017 : « Je conduis un Land Rover, avec l'aérodynamique d'un réfrigérateur, et ces jours-ci il reste propre ». Rawlins ajoute que les bas-côtés des autoroutes à grande vitesse est plus entretenue et donc moins attrayante pour les insectes. En 2004, la Royal Society for the Protection of Birds organise un Big Bug Count, émettant des « splatometers » à environ 40 000 volontaires pour aider à compter le nombre d'insectes qui entrent en collision avec leurs plaques numériques. Ils ont trouvé une moyenne d'un insecte tous les 5 miles (8 km), nombre plus petit que prévu.

## Réception

### Réactions
En mars 2019, Chris D. Thomas et d’autres scientifiques écrivent en réponse aux prédictions « Insectageddon » de Sanchez-Bayo : « Nous suggérons respectueusement que les comptes de la disparition des insectes peuvent être légèrement exagérés ». Ils réclament une « pensée articulée » pour répondre au déclin des insectes, étayée par des données plus robustes que celles alors disponibles. Ils avertissent que la réduction excessive de pesticides peut être contre-productive : les ravageurs causent déjà une perte de rendement de 35 % dans les cultures, qui peut atteindre 70 % si aucun pesticide n'est utilisé. Si la perte de rendement est compensée par l'expansion des terres agricoles avec déforestation et autres destructions d'habitats, elle peut aggraver la diminution des insectes.
Au Royaume-Uni, vingt-sept écologistes et entomologues signent une lettre ouverte au Guardian en mars 2019, demandant l'établissement d'une enquête britannique au sujet du déclin. Parmi les signataires figurent Simon Leather, Stuart Reynolds (ancien président de la Royal Entomological Society), John Krebs et John Lawton (tous deux anciens présidents du Natural Environment Research Council), Paul Brakefield, George McGavin, Michael Hassell, Dave Goulson, Richard Harrington, (rédacteur du magazine Antenna, de la Société Royale d'Entomologie), Kathy Willis et Jeremy Thomas.
En avril 2019, en réaction aux études sur la détérioration des insectes, Carol Ann Duffy publie plusieurs poèmes, qu'elle et d'autres poètes ont écrit, pour coïncider avec les manifestations de ce mois par le mouvement écologiste Extinction Rebellion. Parmi les poètes, on trouve Fiona Benson, Imtiaz Dharker, Matthew Hollis, Michael Longley, Dajlit Nagra, Alice Oswald et Denise Riley. La contribution de Carol Ann Duffy s'intitule « l'abeille humaine ».

### Mesures pour la conservation
La plupart des mesures de conservation, notamment de la biodiversité, sont signalées par les Nations unies dans la Convention sur la diversité biologique. Les rapports  décrivent les mesures politiques pour éviter la perte de diversité, ce qui inclut la préservation de l'habitat en général, plutôt qu'un taxon en particulier. Les pollinisateurs représentent une exception : plusieurs pays tentent de réduire leur déclin.
Après plusieurs études, comme Krefeld en 2017, le ministère allemand de l'Environnement, le BMU, lance un programme d'action pour la protection des insectes (Aktionsprogramm Insektenschutz). Il a notamment pour objectifs la promotion des habitats d'insectes dans le paysage agricole, ainsi que la réduction d'emploi de pesticides, de pollution lumineuse et de polluants dans le sol et l'eau.
Dans un document de 2019, les scientifiques Olivier Dangles et Jérôme Casas énumèrent cent études et autres références selon lesquelles les insectes peuvent aider à atteindre les Objectifs de développement durable (ODD) adoptés en 2015 par les Nations unies. Ils font valoir que ceux qui prennent des décisions politiques devraient les considérer non comme nuisibles, mais comme utiles. Les insectes, selon eux, doivent être conçus comme "solutions pour les ODD" (et peuvent servir d'aliments ou de contrôle biologique des ravageurs).
L'Entomological Society of America déclarent que les habitants maintiennent la diversité végétale dans leurs jardins et laissent « un habitat naturel, comme des déchets de feuilles et de bois mort ». La Société Xerce, organisation environnementale des États-Unis, travaille avec des agences fédérales et étatiques, des scientifiques, des éducateurs et des citoyens pour promouvoir la conservation des invertébrés, la recherche appliquée, le plaidoyer, la divulgation publique et l'éducation. Parmi ses projets, on compte la  réhabilitation d'habitat pour les espèces menacées d'extinction, l'éducation publique sur l'importance des pollinisateurs autochtones, et la restauration et la protection des bassins.
Des applications téléphoniques comme iNaturalist peuvent être utilisées pour photographier et identifier des spécimens, par exemple dans des programmes comme le City Nature Challenge. Les activités et les projets proposés peuvent se concentrer sur un type particulier d'insecte, comme la semaine nationale de la mite, ou la conservation des papillons monarques en Californie.
Il convient de former les enseignants, de jumeler les écoles avec des espaces verts, car tout commence par l'éducation à la nature et à l'environnement. Ensuite, il faudrait réduire les pesticides et interdire les néonicotinoïdes. À ce sujet, les jardins familiaux sont des havres de biodiversité, car il apparaît que l'usage des pesticides n'y a pas cours. Le consommateur devrait porter son choix sur les produits issus de l'agriculture biologique.

## Déclin de l'entomologie
Entomologie et taxonomie sont en déclin. Au  Congrès d'Entomologie de 2019, l'entomologiste Jürgen Gross déclare que « Nous-mêmes sommes une espèce en danger ». Wolfgang Wägele, expert en  systématique, y affirme : « dans les universités, nous avons perdu presque tous nos experts ». La biologie générale, à l'université, ne se focalise que peu sur les insectes, et le nombre de spécialistes en entomologie diminue à mesure que des spécialités comme la génétique se développent. De plus, les études qui mesurent le déclin des insectes ont tendance à le faire au moyen de pièges létaux, ce qui, pour les conservationnistes, pose un problème éthique.
 